# Säffle samrealskola
Säffle samrealskola var en realskola i Säffle verksam från 1913 till 1972. 

## Historia
Skolan inrättades som en privat samskola 1899 vilken 1913 ombildades till en kommunal mellanskola
. Denna ombildades från 1929 successivt till Säffle samrealskola.
Realexamen gavs från 1914 till 1972.